# Walter Whittaker
Walter Whittaker (20 de setembre de 1878 - 2 de juny de 1917) va ser un porter de futbol anglès que va jugar a la Football League per al Newton Heath, Grimsby Town, Blackburn Rovers, Derby County, Clapton Orient i Swansea Town.

## Carrera de jugador
Whittaker va començar la seva carrera amb el Molyneaux de la Manchester League. Va passar un breu període amb el Buxton, però va tornar a Molyneaux abans d'unir-se a Newton Heath el febrer de 1896 com a reemplaçament de William Douglas, que s'havia traslladat al comtat de Derby. Whittaker va ser un dels quatre porters que Newton Heath va intentar fer servir després que marxés Douglas (incloent el seu mig esquerre habitual Walter Cartwright), però l'equip va perdre els tres partits en què va aparèixer Whittaker; va ser traspassat a Fairfield al final de la temporada.
Després d'una temporada fora, Whittaker va tornar a la Football league amb el Grimsby Town de la Segona Divisió el maig de 1897, jugant en tots els partits del club menys dos la temporada 1897–98. El maig de 1898, Whittaker es va transferir al Reading, de la Southern League, on va jugar gairebé dues temporades abans de tornar a la Football League amb el Blackburn Rovers el febrer de 1900. Després de poc més de 50 aparicions a la lliga amb el Blackburn, Whittaker es va incorporar al Grimsby Town, que tot just acabava d'ascendir a la Primera Divisió, el desembre de 1901. El club va evitar el descens per poc al final de la temporada 1901–02, però no va poder repetir la gesta la 1902–03, i al final de la temporada, després de 47 aparicions més amb Grimsby, Whittaker es va traslladar al Comtat de Derby per seguir sent un jugador de primera divisió.
Whittaker va ser principalment el porter suplent del Derby el 1903–04, fent només 12 aparicions a la lliga d'un total de 34, abans de tornar a la Southern League amb el Brentford el maig de 1904. Després de dos anys amb Brentford, va tornar a Reading durant una temporada, abans de tornar a la Football League el 1907 amb el Clapton Orient de Segona Divisió. Després de fer 90 aparicions a la Lliga de futbol i sis a la Copa FA en tres anys amb el conjunt londinenc, va tornar a la Primera Divisió de la Lliga del Sud amb l'Exeter City el juliol de 1910.

## Carrera d'entrenador
El juliol de 1912, Whittaker va ser nomenat primer entrenador de Swansea Town i va passar dos anys amb el club de la Segona Divisió de la Lliga del Sud recentment elegit com a jugador-entrenador. En la seva primera temporada amb el Swansea, va guanyar la Copa de Gal·les i va guiar l'equip al tercer lloc de la lliga. Després de deixar Swansea, va assumir el càrrec de jugador-entrenador a un equip proper, el Llanelli Town, però el seu pas per allà es va veure truncat per l'esclat de la Primera Guerra Mundial.

## Vida personal
Whittaker va morir d'una pneumònia el 1917 a l'edat de 38 anys.

## Palmarès

### Com a entrenador
Swansea Town
- Copa de Gal·les: 1912–13[1]